# Egge
Egge is een plaats in de Noorse gemeente Steinkjer in de provincie Trøndelag. Tussen 1869 en 1964 was het een zelfstandige gemeente. Het dorp ligt direct aan de westkant van de stad Steinkjer.

## Kerk
Het dorp heeft een houten kerk uit 1870. Het gebouw dat plaats biedt aan 480 mensen is een beschermd monument. De huidige kerk is ten minste het vierde kerkgebouw op dezelfde plek. In bronnen wordt gesproken over een staafkerk in de parochie. Deze is in vervangen door een nieuwe kerk die in 1765 is afgebrand. Daarna werd in 1767 een nieuwe kerk ingewijd, die in 1870 werd gesloopt om plaats te maken voor de huidige kerk.